# لیندون گوسکات
لیندون گوسکات (انگلیسی: Lindon Guscott؛ زادهٔ ۲۹ مارس ۱۹۷۲) بازیکن فوتبال است.
از باشگاه‌هایی که در آن بازی کرده‌است می‌توان به باشگاه فوتبال گیلینگام اشاره کرد.